# Robert Brovdi
Robert Josypovyč Brovdi (in ucraino Роберт Йосипович Бровді?; Užhorod, 9 agosto 1975) , noto col nome di battaglia di Madjar (in ucraino Мадяр?), è un imprenditore e militare ucraino, eroe dell'Ucraina, fondatore della 414ª Brigata droni d'attacco "Birds of Madyar" e dal giugno 2025 comandante delle Forze dei sistemi senza pilota.

## Biografia
Brovdi è nato il 9 agosto 1975 a Užhorod, nell'oblast' della Transcarpazia dell'estremo occidente dell'allora RSS Ucraina vicino al confine con l'Ungheria; da qui deriva il suo soprannome "Madjar" (lett. "Magiaro").
Nel 2010 fu direttore generale dello scambio agrario dell'Ucraina presso il Ministero dell'agricoltura.

### Invasione russa dell'Ucraina
Il 7 febbraio 2022, poche settimane prima dell'invasione russa dell'Ucraina, si offrì volontario per la Difesa Territoriale del distretto di Obolon, diventando comandante di plotone, per poi essere assegnato al 206º Battaglione della 241ª Brigata di difesa territoriale. Durante l'offensiva di Kiev prese parte all'evacuazione dei civili da Irpin' durante la battaglia per la città e partecipò alle battaglie a Buča e Borodjanka. A fine aprile la sua unità fu inviata in prima linea nell'area di Cherson, sul fronte meridionale, venendo assegnata alla 28ª Brigata meccanizzata.
Stanco di rimanere in trincea, nel maggio 2022 acquistò a sue spese dei droni da usare per effettuare ricognizioni, costituendo così l'unità "Birds of Madyar" (in ucraino Птахи Мадяра?, Ptachy Madjara, lett. "Uccelli di Madjar"). A partire da novembre 2022 Brovdi e la sua unità hanno preso parte alla battaglia di Bachmut, sostenendo la difesa della città per 110 giorni fino a quando non hanno ricevuto l'ordine di ritirarsi a marzo 2023.
Il 16 gennaio 2024 Brovdi ha annunciato il trasferimento della sua unità alla Fanteria di marina e la sua espansione a battaglione. Nel corso dell'anno l'unità è stata espansa in reggimento e in seguito in brigata in dicembre. Dal gennaio 2025 l'unità prende parte alla difesa della città di Pokrovs'k e dell'omonimo distretto. L'8 maggio 2025 è stato insignito dal presidente ucraino Volodymyr Zelens'kyj del titolo di Eroe dell'Ucraina, la più alta onorificenza del paese. Il 3 giugno 2025 è stato nominato comandante delle Forze dei sistemi senza pilota, subentrando a Vadym Sucharevs'kyj.

## Vita privata
Insieme a sua moglie Natalija, Brovdi ha aperto la fondazione artistica "Brovdi Art" per sostenere l'arte e gli artisti ucraini. La coppia ha due figli.